# Лумеццане (футбольный клуб)
«Лумедзане» (итал. Associazione Calcio Lumezzane) — итальянский футбольный клуб из одноимённого города, выступающий в Серии C, третьем по силе дивизионе чемпионата Италии. Основан в 1948 году. Домашние матчи проводит на арене «Туллио Сальери», вмещающем 4 150 зрителей.
Клуб никогда в своей истории не поднимался в Серию А и Серию Б, лучшим достижением клуба в Серии С1 стало 2-е место в сезоне 2003/04.